# Francis Kioyo
Francis Kioyo (ur. 18 września 1979 w Jaunde) – kameruński piłkarz grający na pozycji napastnika.